# Maria di Svevia
Maria di Svevia (1200 circa – Lovanio, 29 marzo 1235) è stata una principessa tedesca, degli Hohenstaufen consorte dell'erede del ducato di Brabante.

## Origine
Secondo gli Annales Marbacenses, Maria era la figlia femmina secondogenita del margravio di Toscana, duca di Svevia e re dei Romani, Filippo di Svevia e di Irene Angelo, principessa bizantina, figlia, secondo il Ryccardus de Sancti Germano Chronica dell'imperatore Isacco II Angelo e di Irene Tornikaina, figlia di Demetrio Tornisse e della moglie, Malakissa.
Filippo di Svevia, della dinastia degli Hohenstaufen, era il sesto figlio maschio del re dei Romani e imperatore dei Romani, Federico Barbarossa e della contessa di Borgogna, Beatrice di Borgogna, come ci viene confermato dal Historiens occidentaux II, Historia Rerum in partibus transmarinis gestarum ("L'estoire de Eracles Empereur et la conqueste de la terre d'Outremer"), Continuator, che lo cita come quintogenito ancora in vita; anche gli Annales Stadenses confermano che fu il figlio sestogenito di Beatrice di Borgogna, l'unica figlia del conte di Mâcon e conte di Vienne e conte di Borgogna Rinaldo III, come ci conferma la Continuatio Admuntensis e della moglie (come ci viene confermato dalle Gesta Friderici Imperatoris Ottonis Frisingensis) Agatha di Lorena († dopo il 1148), figlia di Simone I di Lorena, sempre secondo le Gesta Friderici Imperatoris Ottonis Frisingensis e di Adelaide di Lovanio.

## Biografia
Sua madre era al suo secondo matrimonio, era stata principessa consorte di Sicilia, in quanto moglie di Ruggero III di Sicilia, dal 1192 al 1193.
Maria, prima del 21 agosto 1215, venne data in sposa a Enrico, come ci viene confermato sia dagli Annales Marbacenses, che dalla Genealogia Ducum Brabantiæ Heredum Franciæ; Enrico II di Brabante, secondo la Genealogia Ducum Brabantiæ Heredum Franciæ era il figlio maschio primogenito del duca della Bassa Lorena, conte di Lovanio e primo duca di Brabante, Enrico I e di Matilde di Lorena, che era figlia del conte di Boulogne, Matteo di Lorena, come conferma la Flandria Generosa (Continuatio Bruxellensis), che precisa che era la figlia femmina secondogenita ed era figlia della contessa di Boulogne, Maria, che secondo il cronista e monaco benedettino inglese, Matteo di Parigi, nel suo Matthæi Parisiensis, Monachi Sancti Albani, Chronica Majora, Vol. II era la figlia del re d'Inghilterra, Stefano di Blois e di Matilde di Boulogne; questo matrimonio era frutto di un contratto (fidanzamento) fatto dai genitori di Maria e di Enrico, nel 1207, dopo la nascita di Enrico, per rafforzare l'alleanza tra Filippo di Svevia e Enrico I di Brabante, dopo che quest'ultimo aveva cambiato campo, nella guerra civile tra i due re dei Romani: Filippo, che era stato incoronato re dei Romani (Rex Romanorum) a Magonza, l'8 settembre 1198 e Ottone IV di Brunswick, che invece era stato eletto a Colonia il 9 giugno 1198 dai principi guelfi del basso Reno, poi incoronato ad Aquisgrana il 12 luglio.
Non riuscì a divenire duchessa consorte di Brabante in quanto morì qualche mese prima di suo suocero; Maria morì nel 1235, a Lovanio, dove venne sepolta.
Il marito, Enrico II, che, in quello stesso anno, ereditò il ducato dal padre Enrico I, si risposò nel 1241 con Sofia di Turingia.

## Figli
In venti anni di matrimonio, Maria riuscì a dare alla luce sei figli, tra cui l'erede maschio del ducato:
- Enrico († 1261), che succederà al padre come duca di Brabante con il nome di Enrico III di Brabante[12];
- Filippo, morto in tenera età sepolto a Lovanio[12];
- Matilde (1224 – 1288), andata sposa nel 1237 a Roberto I di Francia (1216 – 1250), conte d'Artois,  e risposatasi nel 1254 con Guy III di Châtillon († 1289), conte di Saint-Pol[12];
- Beatrice (1225 – 1288), andata sposa nel 1241 a Enrico Raspe († 1247), langravio di Turingia, poi re dei Romani, e risposatasi nel 1247 con Guglielmo III di Dampierre (1224 – 1251), conte di Fiandra, ai quali non diede figli[12];
- Maria (1226 – 1256), andata sposa nel 1254 a Ludovico II del Palatinato (1229 – 1294), duca di Baviera e giustiziata per ordine del marito[12];
- Margherita († 1277), monaca cistercense e badessa di Herzogenthal o Val Duchesse a Auderghem[12], canonizzata poi come beata.

## Ascendenza
|                                                |                        |                                | Genitori                   |  |  | Nonni |  |  | Bisnonni                    |  |  | Trisnonni                  |  |
|                                                |                        |                                |                            |  |  |       |  |  | Federico II, duca di Svevia |  |  | Federico I, duca di Svevia |  |
|                                                |                        |                                |                            |  |  |       |  |  | Federico II, duca di Svevia |  |  | Federico I, duca di Svevia |  |
|                                                |                        | Agnese di Waiblingen           |                            |  |  |       |  |  | Federico II, duca di Svevia |  |  |                            |  |
| Federico I, imperatore del Sacro Romano Impero |                        |                                |                            |  |  |       |  |  | Federico II, duca di Svevia |  |  |                            |  |
|                                                |                        | Giuditta di Baviera            | Enrico IX, duca di Baviera |  |  |       |  |  |                             |  |  |                            |  |
|                                                |                        | Giuditta di Baviera            | Enrico IX, duca di Baviera |  |  |       |  |  |                             |  |  |                            |  |
|                                                |                        | Giuditta di Baviera            | Wulfhilde di Sassonia      |  |  |       |  |  |                             |  |  |                            |  |
| Filippo, re dei Romani                         |                        | Giuditta di Baviera            |                            |  |  |       |  |  |                             |  |  |                            |  |
|                                                |                        | Rinaldo III, conte di Borgogna | Stefano I, conte di Mâcon  |  |  |       |  |  |                             |  |  |                            |  |
|                                                |                        | Rinaldo III, conte di Borgogna | Stefano I, conte di Mâcon  |  |  |       |  |  |                             |  |  |                            |  |
|                                                |                        | Rinaldo III, conte di Borgogna | Beatrice di Lorena         |  |  |       |  |  |                             |  |  |                            |  |
| Beatrice di Borgogna                           |                        | Rinaldo III, conte di Borgogna |                            |  |  |       |  |  |                             |  |  |                            |  |
|                                                |                        | Agata di Lorena                | Simone I, duca di Lorena   |  |  |       |  |  |                             |  |  |                            |  |
|                                                |                        | Agata di Lorena                | Simone I, duca di Lorena   |  |  |       |  |  |                             |  |  |                            |  |
|                                                |                        | Agata di Lorena                | Adelaide di Lovanio        |  |  |       |  |  |                             |  |  |                            |  |
| Maria di Svevia                                |                        | Agata di Lorena                |                            |  |  |       |  |  |                             |  |  |                            |  |
|                                                | Andronico Ducas Angelo | Costantino Angelo              |                            |  |  |       |  |  |                             |  |  |                            |  |
|                                                | Andronico Ducas Angelo | Costantino Angelo              |                            |  |  |       |  |  |                             |  |  |                            |  |
|                                                | Andronico Ducas Angelo | Teodora Comnena                |                            |  |  |       |  |  |                             |  |  |                            |  |
| Isacco II Angelo, basileus dei Romei           | Andronico Ducas Angelo |                                |                            |  |  |       |  |  |                             |  |  |                            |  |
|                                                |                        | Eufrosina Castamonitissa       | …                          |  |  |       |  |  |                             |  |  |                            |  |
|                                                |                        | Eufrosina Castamonitissa       | …                          |  |  |       |  |  |                             |  |  |                            |  |
|                                                |                        | Eufrosina Castamonitissa       | …                          |  |  |       |  |  |                             |  |  |                            |  |
| Irene Angela                                   |                        | Eufrosina Castamonitissa       |                            |  |  |       |  |  |                             |  |  |                            |  |
|                                                |                        | Demetrio Tornikes              | N. Tornikes                |  |  |       |  |  |                             |  |  |                            |  |
|                                                |                        | Demetrio Tornikes              | N. Tornikes                |  |  |       |  |  |                             |  |  |                            |  |
|                                                |                        | Demetrio Tornikes              | N. Theophylaktaina         |  |  |       |  |  |                             |  |  |                            |  |
| Irene Tornikaine                               |                        | Demetrio Tornikes              |                            |  |  |       |  |  |                             |  |  |                            |  |
|                                                |                        | N. Malakaine                   | N. Malakes                 |  |  |       |  |  |                             |  |  |                            |  |
|                                                |                        | N. Malakaine                   | N. Malakes                 |  |  |       |  |  |                             |  |  |                            |  |
|                                                |                        | N. Malakaine                   | …                          |  |  |       |  |  |                             |  |  |                            |  |
|                                                |                        | N. Malakaine                   |                            |  |  |       |  |  |                             |  |  |                            |  |

### Letteratura storiografica
- (FR)  Trophées tant sacrés que profanes du duché de Brabant.
- Austin Lane Poole, Filippo di Svevia e Ottone IV, cap. II, vol. V (Il trionfo del papato elo sviluppo comunale) della Storia del Mondo Medievale, 1999, pp. 54-93.
- Austin Lane Poole, La Germania sotto il regno di Federico II, cap. III, vol. V (Il trionfo del papato elo sviluppo comunale) della Storia del Mondo Medievale, 1999, pp. 94-127.
- E.F. Jacob, Inghilterra: Enrico III, cap. V, vol. VI (Declino dell'impero e del papato e sviluppo degli stati nazionali) della Storia del Mondo Medievale, 1999, pp. 198-234.